# Слюсаренко Феодосій Іванович
Феодо́сій (Федір) Іва́нович Слюсаре́нко (1887, Ярмолинці, Російська імперія — 20 листопада 1937, Київ, СРСР) — радянський залізничник українського походження, начальник Південно-Західної залізниці (1931–1933). Кандидат у члени ЦК КП(б)У в червні 1930 — січні 1934 р. Репресований сталінським режимом.

## Життєпис
Феодосій Слюсаренко народився у Ярмолинцях, що на Вінниччині. З 1906 року брав участь у революційному гуртку, неодноразово наражався на переслідування поліцією. 1911 року вирушив працювати в Забайкалля на залізниці — слюсар, кочегар. Літом того ж року на Кругобайкальській залізниці відбувся страйк, після якого він переходить на нелегальне становище. Член РСДРП(б) з 1912 року.
1913 року, щоб запобігти арешту, вирушив до Владивостока, звідти змушено на пароплаві працівником дістався Одеси.
З 1918 по 1924 рік працював на різних ділянках у органах ВНК та ОДПУ, був комісаром Південно-Західної залізниці. З квітня 1924 по 1930 рік — голова правління Уссурійської залізниці.
З 1930 по 1931 рік — уповноважений Наркомату шляхів сполучення СРСР по Українській СРР, а з 1931 по 1933 рік — начальник Південно-Західної залізниці.
Протягом двох років працював на посадах начальника будівельної контори Пермської залізниці та заступника начальника вагонного управління НКШС СРСР. З червня 1935 по грудень 1936 року — начальник Дарницького ВРЗ. Очолював Київський обласний трест будматеріалів.
Заарештований 29 липня 1937 року. Засуджений до найвищої міри покарання — розстрілу — вироком Військової колегії Верховного суду СРСР у виїзній сесії в Києві 19 листопада 1937 року. Слюсаренку було інкриміновано звинувачення за статтями 54-1 «б», 54-8, 54-11 КК УРСР. Розстріляний 20 листопада 1937 року.
Реабілітований ухвалою Верховного суду СРСР від 28 березня 1958 року.